# Паршино (Красноярский край)
Паршино — деревня в Енисейском районе Красноярского края России. Входит в состав Погодаевского сельсовета.

## География
Деревня находится в юго-восточной части района, на левом берегу реки Енисей, на расстоянии приблизительно 22 километров (по прямой) к северо-северо-западу (NNW) от города Енисейска, административного центра района. Абсолютная высота — 75 метров над уровнем моря.
Климат
Климат характеризуется как резко континентальный, с морозной продолжительной зимой. Средняя температура самого тёплого месяца (июля) составляет 24,4 °С (абсолютный максимум — 37 °С). Средняя температура самого холодного месяца (января) — −27,7 °С (абсолютный минимум — −59 °С). Среднегодовое количество атмосферных осадков составляет 460 мм. В тёплый период года (с апреля по октябрь) выпадает около 77 % осадков.
Часовой пояс
Деревня Паршино находится в часовой зоне МСК+4. Смещение применяемого времени относительно UTC составляет +7:00.

## История
По данным 1926 года в населённом пункте имелось 21 хозяйство и проживало 113 человек (55 мужчин и 58 женщин). В национальном составе населения того периода преобладали русские. В административном отношении входило в состав Погодаевского сельсовета Енисейского района Красноярского округа Сибирского края.

## Население
| 2010 |
| ---- |
| 117  |

Гендерный состав
По данным Всероссийской переписи населения 2010 года в гендерной структуре населения мужчины составляли 47,9 %, женщины — соответственно 52,1 %.
Национальный состав
Согласно результатам переписи 2002 года, в национальной структуре населения русские составляли 92 % из 148 чел.

## Улицы
Уличная сеть деревни состоит из одной улицы (ул. Береговая).